# 1200. grenadirski polk (Wehrmacht)
1200. grenadirski polk (izvirno nemško 1200. Grenadier-Regiment; kratica 1200. GR) je bil pehotni polk Heera v času druge svetovne vojne.

## Zgodovina
Polk je bil ustanovljen 22. avgusta 1944 kot sestavni del 580. ljudskogrenadirske divizije; še v času oblikovanja so polk preimenovali v 988. grenadirski polk.